# Florian Sturm
Florian Sturm (* 6. Mai 1982 in Wörgl) ist ein ehemaliger österreichischer Fußballspieler.

## Karriere

### Vereinskarriere
Sturm begann seine Karriere, wie fast jedes Tiroler Fußballtalent, im BNZ Tirol, bevor er über die Jugend des SV Wörgl einen Profivertrag beim FC Tirol bekam. Beim damaligen Nonplusultra des österreichischen Fußballs feierte er zwar zwei Meisterschaften, konnte sich allerdings nicht in der ersten Mannschaft etablieren.
Um Spielpraxis zu sammeln, wurde er in Folge für die Rückrunde der Saison 2000/01 zum Kooperationspartner WSG Wattens in die Red Zac Liga verliehen. Nach starken Leistungen in diesem Halbjahr bekam Tirol ein Angebot vom damaligen Erstligisten SW Bregenz, welches angenommen wurde.
In Bregenz schaffte er endgültig den Durchbruch, da ihm ein Positionswechsel weg vom Sturm auf die linke Außenbahn verordnet wurde. Dies hatte eine deutliche Leistungssteigerung zur Folge. Sturm absolvierte als Stammspieler zwanzig Spiele, in denen er fünf Tore erzielen konnte. Am Ende der Saison wurde er von der Tageszeitung Kurier unter die Top-3-Aufsteiger des Jahres gewählt.
Daraufhin wurde er für die Spielzeit 2002/03 vom SK Rapid Wien abgeworben. Bei Rapid spielte er drei solide Saisonen, die mit dem Meistertitel in der Saison 2004/05 gekrönt wurden. In dieser Zeit machte er sich als zuverlässiger Kaderspieler einen Namen, der ganz große Sprung gelang ihm allerdings nie. Aus diesem Grund drängte Sturm nach den Meistertitel auf einen Wechsel ins Ausland.
Seine erste Auslandsstation war die SpVgg Greuther Fürth in der zweiten deutschen Bundesliga. Die Station verlief äußerst unglücklich für ihn. Er konnte sich keinen Stammplatz erkämpfen und absolvierte lediglich drei Spiele. Im Winter löste man daraufhin einvernehmlich seinen Vertrag auf.
Vertragslos unterschrieb er daraufhin in seiner Heimat beim krisengebeutelten FC Wacker Innsbruck. In Tirol erhoffte man sich große Dinge von seinem verlorenen Sohn. Doch Sturm konnte die Erwartungen nicht erfüllen. Ohne jegliche Spielpraxis aus Deutschland gekommen, fand er nur schwer zu seiner Form und absolvierte lediglich sechs Spiele. Dabei gelang ihm ein Torerfolg.
In Folge ging man nach nur einem halben Jahr wieder getrennte Wege. Aufgrund seiner schwachen Leistungen für Wacker war sein guter Name in Österreich fast vollkommen zerstört. Dadurch erhielt er auch von keinem anderen österreichischen Erstligisten ein Angebot.
Für die Saison 2006/07 nahm er daraufhin ein Vertragsangebot des Schweizer Zweitligisten FC Vaduz an. In Vaduz wurde ihm wieder eine offensivere Rolle zugedacht, welche er mit Erfolg erfüllen konnte. Er avancierte zu einem Leistungsträger der Mannschaft und erzielte vierzehn Tore in zwei Jahren.
In der Saison 2007/08 wurde Vaduz mit Sturm Meister der Challenge League und stieg erstmals in der Vereinsgeschichte in die Axpo Super League auf. Nach dem Aufstieg begann Vaduz seine Mannschaft zu verjüngen, woraufhin Sturm, trotz seiner starken Leistungen in den letzten beiden Jahren, keinen neuen Vertrag erhielt.
Wieder vereinslos bekam er vom neuen Milton-Keynes-Trainer, dem Schweiz-Italiener Roberto Di Matteo, ein Angebot für ein Probetraining. Sturm nahm an und konnte überzeugen. In Folge avancierte er zum ersten Spielertransfer den Di Matteo tätigte. Derzeit spielt Sturm an der Seite von Tore André Flo mit den Dons um den Aufstieg in die Football League Championship. Eine im Oktober 2008 erlittene Knieverletzung zwang ihn allerdings dazu den gesamten November zu pausieren. Im Jänner 2009 wurde Sturm nach nur vier absolvierten Kurzeinsätzen für vereinslos erklärt.
Im Mai 2009 unterzeichnete Sturm für die Saison 2009/10 einen Einjahresvertrag mit Option auf ein weiteres beim österreichischen Bundesligisten SV Ried. Die Saison 2010/11 verbrachte er beim FC Vaduz in der Challenge League.

### Nationalmannschaft
Durch seine starken Leistungen für Bregenz wurde Sturm auch in die österreichische U-21-Nationalmannschaft einberufen. Den Großteil seiner Spiele absolvierte er in der Qualifikation für die U-21-Fußball-Europameisterschaft 2004 in Deutschland, für die sich die Österreicher allerdings nicht qualifizierte.

## Titel und Erfolge
- 3 × Österreichischer Meister: 1999/2000, 2000/01, 2004/05
- 1 × Meister Challenge League: 2008
- 1 × Österreichischer Cupfinalist: 2005